# Ein Engel an meiner Tafel
Ein Engel an meiner Tafel (original: An Angel at My Table) ist eine neuseeländisch-australisch-britische Koproduktion von 1990 der Regisseurin Jane Campion. Der Film ist eine Verfilmung der Autobiographien der neuseeländischen Schriftstellerin Janet Frame. Ursprünglich wurde der Film als Fernseh-Miniserie gedreht. Der Film ist wie Frames Autobiografien in drei Teile gegliedert, in denen die Autorin von drei verschiedenen Schauspielerinnen verkörpert wird: Karen Fergusson als Kind, Alexia Keogh als Jugendliche und Kerry Fox als Erwachsene.

## Handlung
Teil 1 – „To the Is-land“ (deutsch: „Auf die Insel“, aber besser: „Auf zum Land der Ichs“): Die kleine Janet Frame wächst in ärmlichen Verhältnissen einer kinderreichen Familie auf dem Lande in Neuseeland auf. Sie ist das dritte Kind von 5 Geschwistern. Ihre namenlose Zwillingsschwester stirbt kurz nach der Geburt. Ihr großer Bruder George leidet an Epilepsie.
Mit ihrem pummeligen Äußeren, dem roten Lockenkopf und den schäbigen Kleidern hat sie es nicht leicht, entspricht sie doch allem anderen als dem Schönheitsideal. Einmal stiehlt sie aus Vaters Rock Geld für den Kauf von Kaugummis, die sie in der Klasse verteilt, um ihr Ansehen zu verbessern. Aber weil alles auffliegt, endet es entwürdigend für sie. Erst mit einem eigenen Gedicht findet sie vor der Klasse Anklang.
Ein schwerer Schicksalsschlag ereilt sie, als ihre ältere Schwester Myrtle bei einem Badeausflug ertrinkt. Sie war nicht mitgefahren, weil sie noch für die Schule arbeiten wollte. Sie hatte ein enges Verhältnis zu Myrtle gehabt und leidet nun schwer unter dem Verlust und Vorwürfen, die sie sich macht.
Janet begeistert sich für Literatur und klassische Musik, schreibt bereits als Kind erste Gedichte, die sogar in der Lokalpresse veröffentlicht werden. Als Außenseiterin meidet sie Menschenansammlungen weitestgehend und wandelt lieber allein durch die Natur, verträumt und poetisch kreativ.
Teil 2 – „An Angel at my Table“ (deutsch: „Ein Engel an meinem Tisch“): Ihre schulischen Leistungen sind so gut, dass sie am Ende ihrer Schulzeit ein Stipendium an der Pädagogischen Hochschule in Dunedin erhält. Eigentlich wollte sie Schriftstellerin werden. Sie redet sich aber ein, dass ihr Traumberuf Lehrerin sei. Auch ihre jüngere Schwester Isabel beginnt ein Studium an der Hochschule. Während Isabel das Studentenleben genießen kann, zieht sich Janet zurück. Sie dichtet auf Grabsteinen von Friedhöfen sitzend. Als sie während der Referendariatszeit eine Schulstunde vor einem Schulinspektor halten, soll, flieht sie aus der Klasse in die Natur. Nun als Küchenhilfe den Unterhalt verdienend versucht sie, ihr Studium der Psychologie an der Hochschule fortzusetzen, nun doch mit dem Ziel, Schriftstellerin zu werden. Sie zeigt John Forrest, einem von ihr bewunderten Hochschullehrer, einen autobiographischen Aufsatz. Der erfährt daraus von einem Selbstmordversuch Janets und überredet sie zu einer Untersuchung in einer psychiatrischen Abteilung eines Krankenhauses. Ihre Diagnose lautet Dementia praecox (Schizophrenie). Wieder zu Hause trifft Janet der nächste Schicksalsschlag. Ihre jüngere Schwester Isabel ertrinkt bei einem Ausflug, den die Kinder für ihre Mutter organisiert hatten.
John Forrest mit seiner Bekannten überreden Janet, sich in der psychiatrischen Klinik in Seacliff mit einer neuartigen Therapie behandeln zu lassen. Dabei könnten auch ihre kaputten Zähne, unter denen Janet sehr litt, gezogen werden. Die neuartige Therapie waren Elektroschocks in einer geschlossenen Irrenanstalt. Janet erhält während des 8 Jahre dauernden Martyriums über 200 davon. Vor jedem hatte sie Angst wie vor einer Hinrichtung. Weil die Therapie nicht anschlägt, soll am Ende gar eine Lobotomie vorgenommen werden. Weil ihre Mutter schon eingewilligt hatte, scheint die Hirnoperation unvermeidlich. Plötzlich tritt der Chef der Anstalt an ihr Bett und gratuliert zur Verleihung des Hubert Church Memorial Awards, eines der höchsten neuseeländischen Literaturpreise, für ihre zuvor veröffentlichten Kurzgeschichtensammlung („The Lagoon and other Stories“): Nein, an eine Lobotomie sei nicht mehr gedacht. Sie werde auf Betreiben ihrer zweitjüngeren Schwester entlassen. Diese und ihr Mann bringen Janet auf dem abgelegenen Anwesen des Schriftstellers Frank Sargeson unter, wo sie in einer Kate ungestört schreiben kann. Es entsteht ihr erster Roman „Owls Do Cry“ (deutsch: „Wenn Eulen schreien“).
Teil 3 – „The Envoy from Mirror City“ (deutsch: „Der Gesandte aus der Spiegelstadt“): Auf Anraten von Frank Sargeson bewirbt sie sich erfolgreich um ein Stipendium für eine Bildungsreise nach Europa. Es läuft auch da nicht alles glatt. Über London und Paris fährt sie nach Ibiza, wo sie endlich ein einfaches Zimmer für ihr Schreiben findet. Zu ihrer Betrübnis werden andere Zimmer in dem Haus an amerikanische Künstler vermietet, die sie stören. Sie lernt dabei aber auch den Geschichtsprofessor Bernard kennen, der meint ein Dichter zu werden, mit recht ungelenken Versuchen. Es kommt aber zu einer intimen Liebesaffäre, die abrupt endet als Bernard am Ende seiner Sommerferien zurück in die USA reist. Janet ist von diesem Ende schwer getroffen und außerdem schwanger.
Sie reist zurück nach London und verliert dort das Kind. Das Bestreiten des Lebensunterhalts ist schwierig. Nicht einmal eine Krankenschwesterausbildung wird ihr zugestanden, weil sie einmal psychiatrisch auffällig war. Allein in einer heruntergekommenen Puppenwerkstatt findet sie Arbeit.
Mit Selbstmordgedanken und immer noch in dem Glauben, sie leide an einer Schizophrenie, begibt sie sich freiwillig in die Hände eines Psychiaters. Der kann die frühere Diagnose einer Schizophrenie keineswegs bestätigen, bietet ihr aber wöchentliche Therapiesitzungen an. Er rät ihr, für die Therapie ihre Erfahrungen aus der psychiatrischen Anstalt in Seacliff aufzuschreiben. Es entsteht der Roman „Faces in the water“ (deutsch: „Gesichter im Wasser“).
Ein Verleger in London weiß um die große Begabung Janets und bietet ihr sein Appartement an, um dort einen Bestseller zu schreiben.
Da erfährt Janet vom Tod ihres Vaters (die Mutter war schon Jahre zuvor gestorben). Sie reist zurück nach Neuseeland und stellt sich selbstbewusst in die Arbeitsschuhe ihres Vaters. Nun reißt sich die Presse Neuseelands um ein Interview mit ihr. Janet aber zieht sich zurück in einen Wohnwagen im Garten ihrer Schwester und schreibt dort ihre Autobiographie „An Angel at my Table“.

## Auszeichnungen
- New Zealand Film and TV Awards (1990):
  - Bestes Drehbuch: Stuart Dryburgh
  - Beste Regisseur: Jane Campion
  - Bester Film
  - Bester Nebendarsteller: Martyn Sanderson
  - Beste weibliche Darstellerin: Kerry Fox
  - Bester  Schauspieler: Laura Jones
- Toronto International Film Festival (1990):
  - Internationaler Kritikerpreis: Jane Campion
- Valladolid International Film Festival (1990):
  - Beste Schauspielerin Actress: Kerry Fox
- Internationale Filmfestspiele von Venedig (1990)
  - Elvira-Notari-Preis: Jane Campion
  - Filmkritikpreis „Bastone Bianco“: Jane Campion
  - Großer Spezialpreis der Jury: Jane Campion
  - kleiner Goldener Löwe: Jane Campion
  - OCIC-Preis Award: Jane Campion
- Chicago Film Critics Association (CFCA) (1992):
  - CFCA Award: Best Foreign Language Film
- Independent Spirit Awards (1992)
  - Bester ausländischer Film: Jane Campion

## Einfluss und Rezeption
Der Film war der erste neuseeländische Film, der beim Filmfestival in Venedig gezeigt wurde, wo er den Großen Spezialpreis der Jury gewann. Er sammelte die meisten neuseeländischen Filmpreise ein, machte Jane Campion als Regisseurin bekannt und war der Anfang der Karriere von Kerry Fox. Der Film machte aber auch das Werk von Janet Frame bekannter.
Roger Ebert gab dem Film vier von vier Sternen: „[The film] tells its story calmly and with great attention to human detail and, watching it, I found myself drawn in with a rare intensity“.